# Giovanni Alfonso Borelli
Giovanni Alfonso Borelli (Castelnuovo, 1608. január 28. – Róma, 1679. december 31.) itáliai matematikus és orvos. Az emberi testet egyszerű gépnek tekintő tudományos elképzelések egyik első képviselője a 17. században.

## Élete és munkássága
Miután Rómában matematikai tanulmányait elvégezte, Messinában a matematika (és filozófia?) tanára lett, 1656-ban pedig a pisai egyetemre hívták meg a matematika professzorának. Ott ismerkedett meg és kötött barátságot Marcello Malpighivel, majd Firenzében együtt vettek részt az Accademia del Cimento tudományos társaság megalapításában. Ennek feloszlatása után (1667) elhagyta Pisát és ismét Messinába ment. 1674-ben egy politikai akcióban való részvétel gyanúja miatt el kellett hagynia a várost. Rómába ment és ott maradt élete végéig, ahol Krisztina korábbi – Rómába száműzött ?! – svéd királynőt körülvevő társasághoz tartozott.

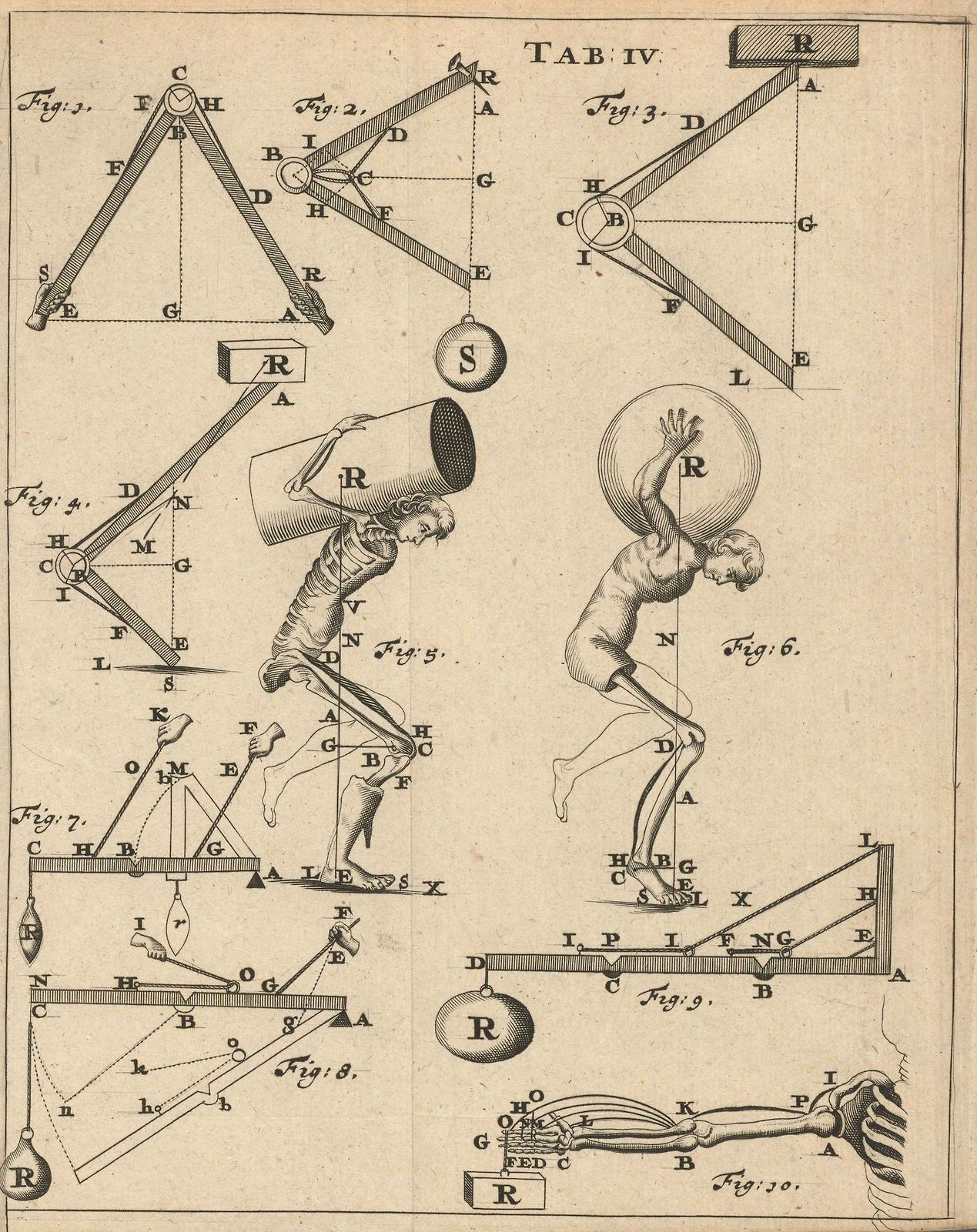
De motu animalium

Sokoldalú tudományos működést fejtett ki és hírneves orvos is volt. Foglalkozott boncolástannal és élettannal, matematikával, csillagászattal és fizikával.
A Jupiter holdjairól szóló munkájában – bár határozatlanul – körvonalazta azt a nézetét, hogy az égi testek vonzzák egymást: feltételezte, hogy a Jupiter ugyanúgy hat a holdjai mozgására, ahogy a bolygók mozgására a Nap. Borelli volt az első, aki úgy vélte, hogy az üstökösök a Nap mellett parabola alakú pályán haladnak el.
Leghíresebb, anatómiai tárgyú műve a De motu animalium (két kötet: 1680, 1681), magyarul: Az állatok mozgásáról. Ebben az állás, a  járás, az ülés stb. mechanizmusára vonatkozó vizsgálódásait írta le. Az emberi test működését egyszerű géphez hasonlóan képzelte el. Emelők rendszereként vizsgálta és matematikai módszerrel igyekezett megérteni az izmok mozgását, a madarak repülését, a halak úszását. „Munkája legfontosabb jellemzője azonban az, hogy nem kereste az emberi faj kitüntetett, az állatvilágtól különböző helyét az élővilágban.”